# Angoumois
L'Angoumois o Angolemès (en francès Angoumois, en peitaví-saintongès Engoumaes, en occità Engolmés) és una regió històrica del centre-oest de França que correspon bàsicament amb l'actual departament de Charanta i amb les antigues entitats polítiques del comtat d'Angulema i del ducat d'Angulema.
La seva capital històrica és Angulema.

## Llengües
La llengua tradicional de la majoria del territori és el peitaví-saintongès que és una varietat de la llengua d'oïl amb un important substrat occità. Una gran franja oriental de l'Angoumois és de llengua occitana i per tant, d'un punt de vista cultural, es vincula a la regió occitana del Llemosí més pròpiament que a l'Angoumois.